# Macrophthalmus
Macrophthalmus is een geslacht van kreeftachtigen uit de klasse van de Malacostraca (hogere kreeftachtigen).

## Soorten
- Macrophthalmus (Macrophthalmus) abbreviatus Manning & Holthuis, 1981
- Macrophthalmus (Macrophthalmus) brevis (Herbst, 1804)
- Macrophthalmus (Macrophthalmus) ceratophorus Sakai, 1969
- Macrophthalmus (Macrophthalmus) consobrinus Nobili, 1906
- Macrophthalmus (Macrophthalmus) convexus Stimpson, 1858
- Macrophthalmus (Macrophthalmus) crassipes H. Milne Edwards, 1852
- Macrophthalmus (Macrophthalmus) dentatus Stimpson, 1858
- Macrophthalmus (Macrophthalmus) gallardoi Serène, 1971
- Macrophthalmus (Macrophthalmus) graeffei A. Milne-Edwards, 1873
- Macrophthalmus (Macrophthalmus) grandidieri A. Milne-Edwards, 1867
- Macrophthalmus (Macrophthalmus) hilgendorfi Tesch, 1915
- Macrophthalmus (Macrophthalmus) hilgendorfi Tesch, 1915
- Macrophthalmus (Macrophthalmus) indicus Davie, 2012
- Macrophthalmus (Macrophthalmus) laevimanus H. Milne Edwards, 1852
- Macrophthalmus (Macrophthalmus) latipes Borradaile, 1902
- Macrophthalmus (Macrophthalmus) malaccensis Tweedie, 1937
- Macrophthalmus (Macrophthalmus) microfylacas Nagai, Watanabe & Naruse, 2006
- Macrophthalmus (Macrophthalmus) milloti Crosnier, 1965
- Macrophthalmus (Macrophthalmus) parvimanus Guérin, 1834
- Macrophthalmus (Macrophthalmus) pentaodon Mendoza & Naruse, 2009
- Macrophthalmus (Macrophthalmus) philippinensis Serène, 1971
- Macrophthalmus (Macrophthalmus) sandakani Rathbun, 1907
- Macrophthalmus (Macrophthalmus) serenei Takeda & Komai, 1991
- Macrophthalmus (Macrophthalmus) sulcatus H. Milne Edwards, 1852
- Macrophthalmus (Macrophthalmus) telescopicus Owen, 1839
- Macrophthalmus (Macrophthalmus) transversus (Latreille, 1817)
- Macrophthalmus (Mareotis) abercrombiei Barnes, 1966
- Macrophthalmus (Mareotis) banzai Wada & K. Sakai, 1989
- Macrophthalmus (Mareotis) crinitus Rathbun, 1913
- Macrophthalmus (Mareotis) darwinensis Barnes, 1971
- Macrophthalmus (Mareotis) definitus Adams & White, 1849
- Macrophthalmus (Mareotis) depressus Rüppell, 1830
- Macrophthalmus (Mareotis) frequens Tai & Song, 1984
- Macrophthalmus (Mareotis) fusculatus Rahayu & Nugroho, 2012
- Macrophthalmus (Mareotis) japonicus (De Haan, 1835)
- Macrophthalmus (Mareotis) laevis A. Milne-Edwards, 1867
- Macrophthalmus (Mareotis) pacificus Dana, 1851
- Macrophthalmus (Mareotis) pistrosinus Barnes & Davie, 2008
- Macrophthalmus (Mareotis) setosus H. Milne Edwards, 1852
- Macrophthalmus (Mareotis) teschi Kemp, 1919
- Macrophthalmus (Mareotis) tjiljapensis Pretzmann, 1974
- Macrophthalmus (Mareotis) tomentosus Eydoux & Souleyet, 1842
- Macrophthalmus (Paramareotis) boteltobagoe Sakai, 1939
- Macrophthalmus (Paramareotis) erato de Man, 1888
- Macrophthalmus (Paramareotis) holthuisi Serène, 1973
- Macrophthalmus (Paramareotis) quadratus A. Milne-Edwards, 1873
- Macrophthalmus dilatatus
- Macrophthalmus hirsutissima Grant & MacCulloch, 1906
- Macrophthalmus parvimanus